# 無言的結局
《無言的結局》是一首於1986年推出的華語雙人合唱歌曲，由劉明瑞作曲、卡斯填詞。該曲於1986年3月於馬來西亞由瑞華唱片發行時，由林淑容及李茂山合唱，收錄於李茂山的第三張專輯《無言的結局》（瑞華唱片發行，專輯編號：SWC 8115）。1986年6月，該曲於臺灣由飛羚唱片發行時，則由林淑容及羅時豐合唱，收錄於林淑容的第八張專輯《無言的結局》（飛羚唱片發行，專輯編號：207-8）。

## 影響
《無言的結局》推出後即在華人圈大受歡迎，也讓李茂山在星馬、中國大陸、印尼等地都打開了知名度，專輯卡帶在星馬累計銷量達23萬張，且和林淑容兩人在新加坡的豪華歌劇院登台，創下連續四十場滿座的紀錄。
但在臺灣因為李茂山及林淑容分屬不同唱片公司（李茂山在光美唱片，林淑容在飛羚唱片），無法發行李、林二人對唱的版本，飛羚唱片找來甫經歌唱比賽脫穎而出的羅時豐來唱男聲，並收錄在林淑容的專輯中，也打響了羅時豐的知名度，而李茂山的版本直到1991年才由臺灣光美唱片發行，收錄於李茂山的《國語老歌精選4 無言的結局/我怎麼哭了》（專輯編號：KAA-722）專輯當中。1991年2月17日，在香港電台假香港體育館舉辦的第十三屆十大中文金曲頒獎音樂會上，《無言的結局》一曲獲頒「最受歡迎卡拉OK歌曲獎」，由林淑容、羅時豐及瑞華唱片公司代表上台領獎，並由香港著名影星蕭芳芳頒獎。林羅二人其後合唱《無言的結局》。
因應《無言的結局》大受歡迎，瑞華唱片於1986年推出該曲續作《另一個結局》，同由劉明瑞作曲，並由流真填詞，由林淑容、羅時豐合唱。
2013年6月16日，林淑容及羅時豐獲香港無綫電視邀請，亮相於翡翠台播出的流行音樂節目《勁歌金曲》，合唱《無言的結局》。 2014年10月31日，香港環星音樂為二人假灣仔伊利沙伯體育館舉辦一場「林淑容 羅時豐 無言的結局真經典演唱會」，全場爆滿，二人並於演唱會上合唱《無言的結局》及《另一個結局》等二十多首經典金曲。

## 軼事
李茂山曾表示最喜歡歌曲的最後一段，尤其是最後一句歌詞「也許已沒有也許」，但事實上這句歌詞是作詞者卡斯想不出來結尾要寫什麼而隨手填上的。

## 音樂榜單成績
林淑容及李茂山合唱《無言的結局》版本推出後，在新加坡排行榜中的成績如下表。
| 國家/地區 | 榜單名         | 最高名次 |
| --------- | -------------- | -------- |
| 新加坡    | 麗的呼聲金曲榜 | 1        |
| 新加坡    | 電台歌曲龍虎榜 | 1        |

## 獎項
- 1991年：香港第十三屆十大中文金曲頒獎音樂會 － 最受歡迎卡拉OK歌曲獎（林淑容、羅時豐《無言的結局》）[25][15]